# Résolution 1803 (XVII) de l'Assemblée générale des Nations unies
 (septembre 2024).
La résolution 1803 (XVII) de l’Assemblée générale des Nations unies a établi le principe de la souveraineté permanente des États sur leurs ressources naturelles.

Adoptée le 14 décembre 1962 par l’Assemblée générale des Nations unies, la résolution proclame notamment que :
Le droit de souveraineté permanent des peuples et des nations sur leurs richesses et leurs ressources naturelles doit s'exercer dans l'intérêt du développement national et du bien-être de la population de l'État intéressé.
Dans le même temps, la résolution cherche à trouver compromis entre les décisions des pays de réglementer leurs actifs et la demande du monde occidental d'une protection renforcée des investissements étrangers. 

## Impact
La résolution a été invoquée dans des arbitrages internationaux, des décisions de juridictions nationales, des normes gouvernementales et des protestations diplomatiques. Parmi ces mesures figure le décret n° 1 du Conseil des Nations unies pour la Namibie, adopté pour assurer au peuple namibien une protection adéquate de ses ressources naturelles.